# هنريك نيسن
هنريك نيسن (بالنرويجية البوكمول: Henrik Nissen)‏ هو مهندس معماري نرويجي، ولد في 21 أبريل 1848 في كريستيانية ‏ في النرويج، وتوفي بنفس المكان في 4 يونيو 1915.